# Paige Madden
Pour les articles homonymes, voir Madden.
Paige Madden est une nageuse américaine née le 22 octobre 1998 à Mobile, dans l'Alabama. Elle a remporté la médaille d'argent du relais 4 × 200 m nage libre aux Jeux olympiques d'été de 2020 à Tokyo.